# Kosmorama (tidsskrift)
 For alternative betydninger, se Kosmorama.
Kosmorama (ISSN 0023-4222) er et dansk tidsskrift om film, der er blevet udgivet af Det danske Filmmuseum siden 1954, oprindeligt fire gange årligt med undertitlen filmtidsskrift, i dag som semiårlig akademisk almanak med undertitlen Tidsskrift for filmkunst og filmkultur.
Kosmorama har gennem årtierne haft mange forskellige redaktører.
Kosmorama (fra det engelske Cosmorama) er desuden navnet på flere danske biografer samt på en norsk filmfestival.

## Ekstern kilde
- Kosmorama på www.dfi.dk